# Alexandre Lomon
Alexandre Lomon, né le 23 mai 1817 à Paris et mort le 26 novembre 1873 à Asnières, est un journaliste français.

## Biographie
Alexandre-Martin Lomon est né le 23 mai 1817 dans l'ancien 2e arrondissement de Paris.
Le 10 août 1841, il épouse Charlotte-Anne-Antoinette Jolis (1821-1896) dans l'ancien 10e arrondissement de Paris, où son fils, Xavier-Jules-Maurice-Aristide (1842-1871), naît le 30 juin suivant. Le 9 août 1844, il obtient un doctorat en droit à la faculté de Paris . En 1845, il exerce la profession d'avocat et habite au no 15 de la rue Monsieur.
Entré dans le journalisme vers la fin des années 1840, A. Lomon a notamment été rédacteur au Charentais d'Angoulême. En 1852, il collabore au Courrier de la Gironde, un journal devenu bonapartiste après l'arrestation de son directeur, l'orléaniste Émile Crugy. Lomon réside alors à Blagnac, où naît son second fils Charles-Exupère-Chrysostome-Alexandre (1852-1923), futur romancier et dramaturge.
En 1853-1854, il collabore au Nord, dont il rédige notamment le feuilleton théâtral et dont il est le gérant. En janvier 1854, il est condamné à 21 jours de prison et 300 francs de dommages-intérêts en faveur de M. Saint-Ange, directeur du théâtre de Lille, qu'il avait blessé de plusieurs coups de canne lors d'une querelle entre les deux hommes.
Vers 1854-1855, il entre à L'Aigle de Toulouse, rebaptisé Le Messager de Toulouse en 1866, et dont il deviendra plus tard le correspondant parisien en utilisant le pseudonyme de « comtesse de Lanjac ». En novembre 1860, il est condamné à 50 francs d'amende pour avoir injurié dans les colonnes de L'Aigle les signataires d'une protestation contre les élections municipales de la ville rose. Le mois suivant, il écope de quinze jours de prison ainsi que de 50 francs d'amende supplémentaires et doit verser 200 francs de dommages-intérêts au libraire Alphonse Brémond, qui l'a fait condamner pour coups et blessures.

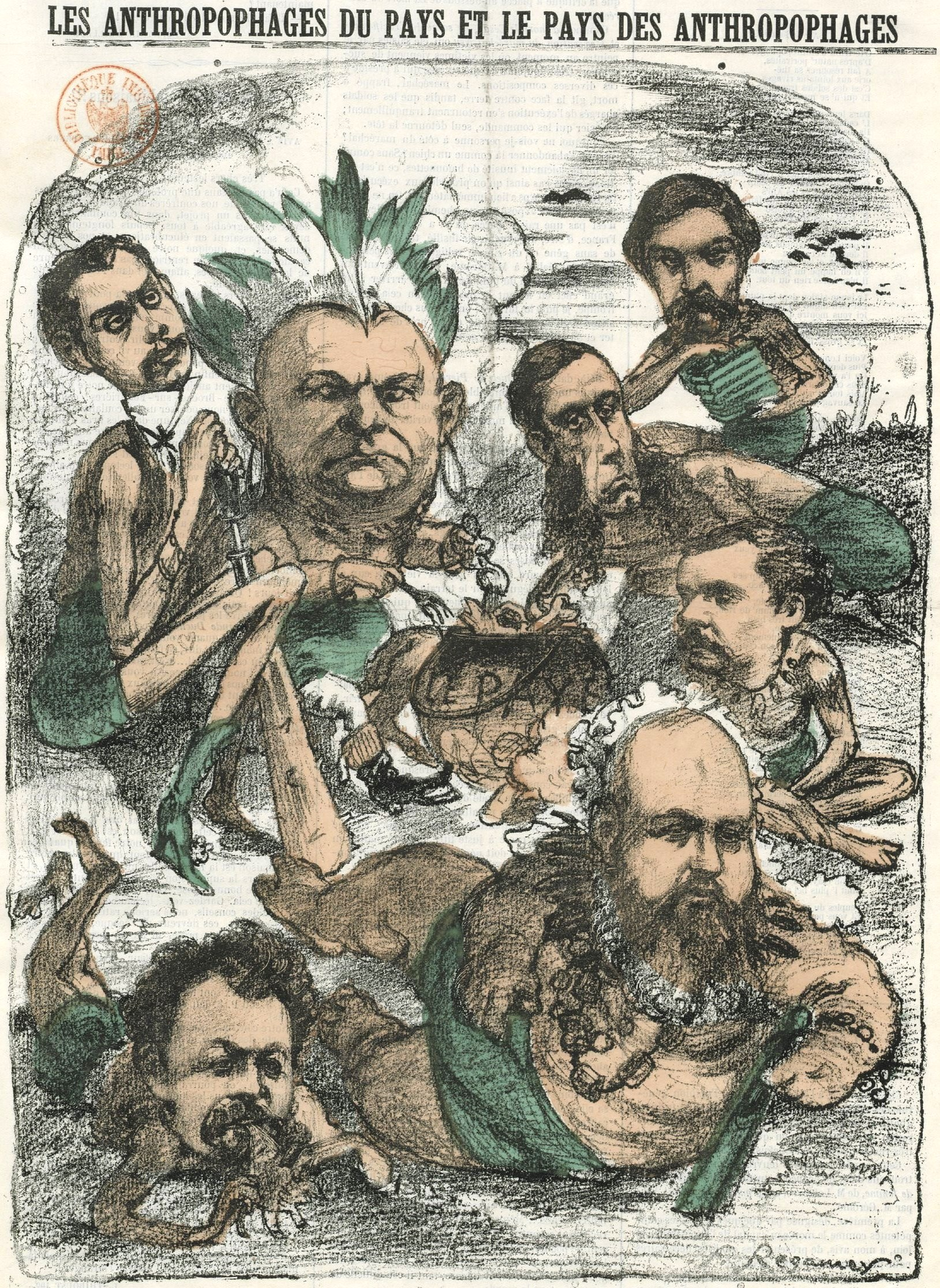
Caricature de la rédaction du Pays par Régamey (1868). Lomon est en bas, à droite.

De retour à Paris en 1861, Lomon entre au Pays et devient l'un des principaux rédacteurs de ce « journal de l'Empire », dans lequel il attaque régulièrement les opposants républicains et notamment ses confrères du Siècle.
Après la chute du régime impérial, il tient des propos très critiques envers le gouvernement provisoire républicain. Dénoncé par des rédacteurs du Rappel à la suite d'une conversation animée, il est arrêté le 20 septembre 1870 et reste incarcéré jusqu'au début du mois d'octobre.
Contrairement à lui, son fils aîné Aristide est un farouche républicain, qui a notamment soutenu la candidature de Jules Ferry lors des élections de 1869. Grièvement blessé à la bataille de Buzenval, où son courage lui a valu la Légion d'honneur, Aristide Lomon meurt le 15 février 1871.  Outre des pièces de théâtre, Aristide Lomon a écrit des vers très critiques envers Napoléon III.
Vers la fin de l'année 1871, Alexandre Lomon rejoint la rédaction de la Patrie, quotidien auquel il collabore tout en continuant à envoyer des correspondances parisiennes au Messager de Toulouse.
Atteint d'une fluxion de poitrine, Alexandre Lomon meurt le soir du 26 novembre 1873 à son domicile du no 2 de la rue Saint-Augustin à Asnières.
Connu des Parisiens pour sa carrure herculéenne, Alexandre Lomon affirmait lui-même peser 150 kilogrammes. Il avait au front une large cicatrice due à un duel au pistolet.

## Publications
- (Avec Jules Nougaret) Le Château de Plouarlen, ou Les Deux noblesses (épisode de 1795), drame en 5 actes, Toulouse, Dupin, 1859, 124 p.
- Une Brêche à la famille, comédie en 3 actes et en prose, Toulouse, Delboy, 1860, 85 p.
- Souvenirs de l'Algérie. Captivité de l'amiral Bonard et de l'amiral Bruat, Paris, Hetzel, 1863, 209 p.